# Idea-Tec
Idea-Tec est une entreprise chilienne de cleantech et d'upcycling, qui transforme du polystyrène en peinture. L'entreprise a été créée en 2014 par les chimistes chiliennes Constanza Cifuentes y Cristina Acuña.

## Contexte
Selon Cristina Acuña, 20 000 tonnes de polystyrène sont jetées chaque année au Chili et terminent dans des décharges ou dans la nature,. Le polystyrène étant composé à 95% d'air et étant très léger, il n'est généralement pas rentable de le recycler.

## Création et histoire de l'entreprise
Constanza Cifuentes y Cristina Acuña sont chimistes diplômées de l'Université du Chili. Elles se rencontrent au laboratoire de l'université dans lequel elles font partie du même groupe de recherche.
Elles créent Idea-Tec en 2014, avec pour objectif de développer à partir de l'innovation en chimie des technologies pour recycler des déchets difficiles à gérer. Elles font de la recherche et développement pendant trois ans avant d'arriver à la peinture, et essayent initialement de transformer le polystyrène en colle puis en vernis. En 2015, un financement du programme Start-Up Chile leur permet de louer une pièce chez une amie afin de créer un petit laboratoire. Elles se rendent compte que le polystyrène apporte l'adhérence nécessaire à la peinture. Puis en 2017, elles travaillent à l'industrialisation du processus.
En 2019, l'entreprise dispose d'une usine dans la commune de Colina et emploie neuf personnes,. En 2023, une usine est inaugurée à Lampa.
L'innovation est brevetée au Chili depuis 2020 et dans quatre pays d'Europe (France, Espagne, Allemagne, Royaume-Uni) depuis 2023,.

## Processus de recyclage et impact environnemental
Idea-Tec reçoit du polystyrène à son usine de la part d'entreprises, et reçoit du polystyrène de particuliers à travers des alliances avec les municipalités de Vitacura et Renca. Le polystyrène doit être propre et ne pas avoir été en contact avec des graisses.
Le polystyrène est d'abord mélangé avec d'autres produits afin de se dissoudre et d'extraire l'air, afin d'obtenir une résine liquide et translucide, similaire à du miel. D'autres matériaux sont ensuite incorporés, comme pour un processus classique de création de peinture, comme du talc et des pigments.
Les peintures produites par Idea-Tec contiennent entre 14% et 30% de polystyrène recyclé, permettant ainsi de réduire l'utilisation de matière première.
Les fondatrices indiquent qu'entre la création et 2023, l'entreprise a recyclé 70 tonnes de polystyrène et évité l'émission de 250 tonnes de CO2.

## Modèle économique
Idea-Tec a reçu des financements de l'organisme chilien Corfo et de ses deux fondatrices.
L'entreprise vend trois gammes de peinture. La première gamme de peinture est une peinture routière utilisée dans les rues et dans les parkings de certains centres commerciaux,. L'entreprise développe ensuite des peintures pour un usage domestique.
En 2019, l'entreprise indique que les ventes sont le goulet d'étranglement du processus : alors que le polystyrène à recycler est disponible en grande quantité et qu'Idea-Tec a parfois une liste d'attente pour le recevoir, l'entreprise critique le peu d'intérêt des consommateurs pour des produits nouveaux et la superficialité des politiques environnementales de certaines entreprises, qui ne cherchent pas à incorporer de produits recyclés dans leurs usages et appels d'offres.
En 2023, l'entreprise indique que 5% de ses ventes sont faites aux particuliers et 95% aux entreprises.

## Reconnaissance
L'innovation d'Idea-Tec reçoit en 2019 le prix Avonni dans la catégorie Ressources naturelles et environnement et Cristina Acuña reçoit en 2022 le prix InspiraTEC, organisé par le sous-secrétariat à l'économie et aux petites entreprises, dans la catégorie d'entrepreneuse STEM.